# Закладные детали
Закладные детали — металлические элементы (из круглой, полосовой, уголковой стали), устанавливаемые (закладываемые) в конструкции до бетонирования для соединений сваркой сборных и сборно-монолитных железобетонных конструкций между собой и с другими конструкциями зданий (сооружений).
Сварные закладные детали и изделия подразделяют на два основных типа: открытые закладные конструкции и закрытые закладные конструкции. В зависимости от расположения анкерных стержней относительно плоского элемента различают закладные детали с перпендикулярным, наклонным, параллельным или смешанным расположением анкерных стержней. Стержни могут быть с резьбой.
В качестве материала для закладных можно использовать различные трубы, пластиковые ящики, коробы из металла. Пластиковые трубы прекрасно выдерживают давление бетона, если их хорошо закрепить и правильно установить.